# Гайнц Йост
Не плутати з Гансом Йостом!
Гайнц Йост (нім. Heinz Jost; 9 липня 1904, Гомберг — 12 листопада 1964, Бенсгайм) — відомий партійний, державний і військовий діяч нацистської Німеччини, бригадефюрер СС і генерал-майор поліції (1939). У 1939-1941 роках начальник 6-го Департаменту РСХА. У 1948 році визнаний військовим злочинцем і засуджений до смертної кари, заміненої довічним ув'язненням.

## Біографія

### Рання життя
Народився в сім'ї аптекаря. Відвідував гімназію в Бенсхайм, склав іспити (абитур) в 1923. З 17 років відвідував лекції, вивчав право й економіку в університетах Гіссена і Мюнхена.

### Кар'єра
З 1922 року член Младогерманского ордена, в 1923 році вийшов з нього як прихильник НСДАП. З 1927 року мав тісні зв'язки з НСДАП. У травні 1927 роки склав референт-іспит за результатами навчання в університеті. Вступив в НСДАП 1 лютого 1928 року. Обіймав різні посади (ортсгрупенляйтер, крайсорганізатіонсляйтер). З 1929 року член в СА і командир I / 221 в Бенсхайм (до 1933). У 1930 році здав асессорскій іспит і очолив власне адвокатське справа в Лорше.
Після приходу до влади нацистів з 15 березня 1933 був призначений поліцай-директором Вормса, а з вересня 1933 року — Гіссена. У цей період знайомиться з Вернером Бестом, який переконує Йоста перейти в СД. У початку 1934 року після конфлікту з гауляйтером землі Гессен-Насау Шпренгером був знятий зі своєї посади. 25 липня 1934 роки перейшов з СА в СС.  З 1936 року - начальник відділу III в головному управлінні СД (абвер). У 1938 році в якості начальника айнзатцгрупи Дрезден, що діяла в окупованій Чехословаччині, отримав перший досвід організації масових вбивств. З 20 квітня 1939 року - бригадефюрер СС і генерал-майор поліції. У серпні 1939 року за дорученням Гейдріха займався забезпеченням польською уніформою співробітників СС, які брали участь в нападі на радіостанцію в Глайвіце. З 27 вересня 1939 року по 22 червня 1941 року - начальник VI Департаменту РСХА. Знятий за серйозні фінансові порушення. Восени 1941 року направлений в робочий штаб «Кавказ». З лютого 1942 року і до початку вересня 1942 року — командувач СД і зіпо рейхкоміссаріата Остланд. З 29 березня 1942 року - командир айнзатцгрупи «А» в Ризі і командувач поліцією безпеки і СД рейхскомісаріату Остланд замість убитого партизанами Вальтера Шталекера. Обіймав цю посаду до 8 вересня 1942 року. Потім призначений уповноваженим Міністерства у справах східних територій при групі армій «А». У січні 1945 року звільнений з СС і пішов на пенсію.

### Після відходу на пенсію
У квітні 1945 року заарештований союзниками. У 1948 році проходив по справі на дев'ятому Нюрнберзькому процесі, засуджений до смертної кари, потім заміненої довічним ув'язненням. У грудні 1951 року звільнений.
Після звільнення займався торгівлею нерухомістю в Дюссельдорфі.

## Звання
- Штурмбаннфюрер СС (28 липня 1834)
- Оберштурмбаннфюрер СС (20 квітня 1935)
- Штандартенфюрер СС (20 квітня 1936)
- Оберфюрер СС (20 квітня 1937)
- Бригадефюрер СС і генерал-майор поліції (20 квітня 1939)

## Нагороди[3]

### Відзнаки НСДАП
- Золотий партійний знак НСДАП
- Медаль «За вислугу років у НСДАП» в бронзі та сріблі (15 років)

### Відзнаки СС
- Кільце «Мертва голова»
- Почесна шпага рейхсфюрера СС
- Медаль «За вислугу років у СС» 4-го ступеня (4 роки)